# L'isola dei famosi (decima edizione)
La decima edizione del reality show L'isola dei famosi è andata in onda in prima serata su Canale 5 dal 26 gennaio al 23 marzo 2015, con la conduzione di Alessia Marcuzzi, affiancata in studio dagli opinionisti Mara Venier e Alfonso Signorini, e con la partecipazione dell'inviato Alvin. È stata la prima edizione trasmessa da Mediaset dopo che la Rai, per volontà della nuova direzione, ha deciso di non rinnovare il contratto con Magnolia. È durata 50 giorni, ha avuto 16 naufraghi e 8 puntate e si è tenuta presso Cayos Cochinos (Honduras). Il motto di questa edizione è stato Daje todos!.
Le vicende dei naufraghi sono state trasmesse da Canale 5 ogni lunedì in prima serata, mentre la trasmissione delle strisce quotidiane nel day-time è stata affidata a Canale 5 (dal lunedì al venerdì) e a Italia 1 (dal lunedì al venerdì con una versione più lunga, mentre il sabato e la domenica in una versione dalla durata di mezz'ora). Inoltre su La5 è stata trasmessa dal lunedì al venerdì un'edizione estesa con contenuti inediti, mentre su Mediaset Extra sono state trasmesse le repliche del prime-time del lunedì.
Da questa edizione vi è il nuovo logo del programma, la sigla invece è rimasta invariata seppur con qualche modifica.
L'edizione si è conclusa con la vittoria delle Donatella, duo musicale composto dalle sorelle gemelle Giulia e Silvia Provvedi, che si sono aggiudicate il montepremi di 100000 €.

## Produzione
Dopo la divulgazione della notizia della messa in onda di questa edizione, è stato possibile leggere su Internet (e su alcuni giornali), alcune indiscrezioni riguardo ai possibili concorrenti. Si sono, infatti, fatti i nomi di Antonio Razzi, Cristina D'Avena, Stefano De Martino, Maurizia Paradiso, Francesca Cipriani, Alberto Tomba, Gue Pequeno, Irene Pivetti e Catherine Deneuve, ma essi non sono mai stati nemmeno contattati dalla produzione. Gli unici due personaggi che sono stati davvero contattati sono stati Cristina D'Avena e Stefano De Martino, ma essi hanno rifiutato la proposta. Si sono fatti i nomi dell'ex capitano navale Francesco Schettino e del criminale Mehmet Ali Ağca, ma Mediaset ha dichiarato di non averli mai contattati, e lo stesso Schettino ha confermato ciò, e ha affermato che in ogni caso egli non avrebbe accettato di partecipare al programma. Gué Pequeno, postando un messaggio su Twitter, ha confermato il contatto con lo staff della produzione.
La prima puntata del 26 gennaio 2015 è terminata attorno alle 22:05 a causa del maltempo in Honduras, mentre lo sbarco dei naufraghi si è svolto nella puntata del 2 febbraio.
Per la prima volta il tredicesimo concorrente è stato scelto tramite il televoto da casa. Inoltre questa edizione dell'Isola è il primo programma della televisione generalista italiana (da quando X Factor va in onda su Sky, che manda la finale anche su TV8) ad avere, oltre agli sms, forme di televoto gratuito e online, quali il voto tramite Twitter, il sito ufficiale del programma e la piattaforma Mediaset Connect.
Durante la quarta puntata Mara Venier commette una gaffe abbastanza "pericolosa": durante questa puntata, infatti, in un siparietto comico in cui lei intervistava Valerio Scanu (che doveva rispondere imitando Belén Rodríguez), l'opinionista gli ha chiesto cosa ne pensasse di sua sorella Cecilia in quel di Playa Desnuda, rivelandone così l'esistenza agli altri naufraghi, tra lo stupore generale. Lo spostamento di Cecilia nella quinta puntata è dovuto proprio a questa gaffe: Cecilia è stata mandata sull'isola principale per rimediare alla carenza di donne e ai naufraghi viene spiegato il regolamento di Playa Desnuda e comunicato che su quell'isola vive Brice Martinet da solo. Il 34º giorno le Donatella si trasferiscono su Playa Desnuda, dove rimarranno fino alla diretta di lunedì. Brice Martinet va a Playa Uva insieme agli altri naufraghi e viene svelata una nuova Playa Desnuda, dove vanno gli eliminati della sesta puntata: Rocco Siffredi e Rachida Karrati. Rocco accetta e si spoglia, Rachida no ed è ufficialmente eliminata.
Durante la settimana intercorsa tra la quinta e la sesta puntata, l'organizzatore di eventi pescarese Mario "Falco" Ferri (noto per le sue invasioni di campo durante alcune partite di calcio) è riuscito ad entrare a Playa Uva per salutare i naufraghi, senza il permesso della produzione. L'invasore, approfittando del momento in cui avviene il cambio dei cameraman, è riuscito a regalare a Rocco Siffredi del salame e una maglietta de Lo Zoo di 105 e a Cecilia Rodríguez un falso Tapiro d'Oro, per via di alcune sue nudità andate in onda nella quinta puntata. L'invasore ha poi avvertito i naufraghi di non avvertire nessuno, e di nascondere i regali (i naufraghi, infatti, non hanno mai parlato di ciò). Per provare questa invasione, Ferri ha filmato tutto, e ha reso i filmati disponibili su YouTube e sul sito del noto blogger Davide Maggio. Nonostante l'accuratezza del piano, Ferri è stato avvistato da un cameraman, che lo ha ripreso e ha comunicato tutto alla produzione. Curiosamente tale vicenda durante il programma non è mai stata menzionata. Sempre per quanto riguarda l'invasione di Ferri, in un'intervista fattagli dalla redazione di Davide Maggio, egli avrebbe fatto un'intrusione anche nell'edizione del 2010, ma tuttavia non vi sono le prove di ciò. Sempre nella stessa intervista egli ha inoltre spiegato che il motivo della sua intrusione sarebbe una vendetta nei confronti della produzione, che lo ha contattato, senza tuttavia prenderlo in trasmissione. Egli, inoltre, ha rivelato un presunto tentativo di invasione da parte dell'inviato de Le Iene (e vincitore della terza edizione del reality show televisivo Pechino Express) Stefano Corti, ma egli non sarebbe riuscito a entrare a Playa Uva perché inseguito dai militari (che lo avrebbero scambiato per un narcotrafficante) mentre si era nascosto nella foresta. Il Falco sarà poi invitato al programma di selezione per l'edizione 2019, ma si ritira quasi subito.
Durante questa edizione sono intervenuti in studio alcuni personaggi famosi ospiti, solitamente amici, parenti o conoscenti dei naufraghi: nella terza puntata è intervenuto Maurizio Costanzo, in un videomessaggio destinato a Pierluigi Diaco, nella settima puntata è intervenuta via collegamento telefonico con Valerio Scanu e Maria De Filippi (il quale nella sesta puntata ha anche potuto parlare con Ivana Spagna). Nella puntata finale è intervenuta Donatella Rettore cantando insieme alle Donatella. Inoltre Rocco Siffredi ha potuto parlare con sua moglie Rozsa Tassi. Nella quarta puntata, poi, è intervenuto in studio Piero Chiambretti, in un brevissimo sketch in cui chiedeva indicazioni per raggiungere Playa Desnuda.
Questa edizione è la prima (e fino ad ora l'unica) in cui i concorrenti che si ritirano non vengono sostituiti. Cristina Buccino non può essere considerata una sostituta di Catherine Spaak perché l'ingresso della vincitrice del televoto tra lei e Margot Ovani era già stabilito da prima dell'inizio del reality. Tale decisione probabilmente è stata dettata dalla grande quantità di concorrenti rispetto alle poche puntate rimaste.
Hanno vinto le Donatella. Questa edizione è la prima (ed unica al momento) vinta da due persone che valgono come un solo concorrente. Inizialmente, dopo la finale, era prevista una serata speciale in cui tutti i concorrenti si sarebbero riuniti e avrebbero rivissuto gli episodi fondamentali di questa edizione, ma la serata è stata annullata per motivi economici. Il budget della serata, infatti, pare sia stato utilizzato per la diretta di mezz'ora del 26 gennaio e per la ricostruzione delle strutture dopo la tempesta.
In un'intervista pubblicata nel giugno del 2015 Cecilia Rodríguez) ha ammesso di aver portato le mutande per una settimana mentre era ancora su Playa Desnuda, in accordo con la produzione, per evitare problemi di salute dovuti alle mestruazioni (che la concorrente ha avuto in questo periodo). Ciò tuttavia non si è visto, in quanto la Rodríguez) in quella settimana era particolarmente coperta (in quella parte del corpo) e perché le immagini delle nudità dei concorrenti di solito vengono censurate.

## Conduzione
Dopo che sono stati ipotizzati vari nomi per la conduzione del programma, tra i quali Barbara D'Urso e la stessa Simona Ventura, conduttrice delle prime otto edizioni, Mediaset ha confermato che a condurre la decima edizione sarebbe stata Alessia Marcuzzi, già conduttrice dell'altro reality di Mediaset Grande Fratello, mentre co-conduttore e inviato sull'isola sarebbe stato Alvin. Gli opinionisti in studio sono stati Mara Venier (ruolo che aveva già ricoperto nella quinta e sesta edizione) ed Alfonso Signorini (ruolo che aveva già ricoperto nella prima e nella quinta edizione).

## Ambientazione

### L'isola
Come per tutte le precedenti edizioni a partire dalla quarta (tranne per la settima edizione, svoltasi in Nicaragua), anche per questa edizione è stata confermata la location dell'arcipelago di Cayos Cochinos, in Honduras. Oltre all'isola principale, ovvero Cayo Paloma, vi sono altre tre isole: la prima è chiamata Playa Bonita (inizialmente nota come Playa Goduria), presenta più comfort rispetto alla principale e viene abitata soltanto dagli immuni nella prima settimana del programma; la seconda isola è chiamata Playa Desnuda e vi accedono solo due concorrenti alla volta (un uomo e una donna) completamente nudi, come Adamo ed Eva. La terza isola è Playa Uva, seconda location dei naufraghi a partire dalla quarta settimana di permanenza all'ultima. Cayo Paloma, rimasta disabitata, diventa la Nuova playa Desnuda per la quinta e la sesta settimana. Successivamente Cayo Paloma viene momentaneamente smantellata, e nasce una Nuova Playa Desnuda su un'altra isola, venendo poi smantellata al termine della semifinale. L'ultima settimana i naufraghi tornano su Cayo Paloma. Il luogo dove i concorrenti siedono per le nomination è chiamato Palapa.

### Lo studio
La diretta del programma è andata in onda dallo studio 20 del Centro di produzione Mediaset di Cologno Monzese (Milano). Con uno studio tutto nuovo e differente dalle edizioni trasmesse dalla Rai, la scenografia ricorda molto un CED.

## La svolta social
Questa edizione viene nominata come la svolta social dell'Isola. Da questa edizione è stato infatti possibile seguire la diretta streaming tramite l'applicazione gratuita Mediaset Connect o anche dal sito ufficiale. L'applicazione offriva video esclusivi, sondaggi, domande di vario genere e approfondimenti. Inoltre per la prima volta in un programma Mediaset, il televoto diventa gratuito sull'applicazione e sul sito; è stato possibile anche votare tramite Twitter, e ovviamente commentare l'evento con l'hashtag #Isola.

## I naufraghi
L'età dei concorrenti si riferisce al momento dello sbarco sull'isola.
| Concorrente                             | Età     | Professione                           | Giorni | Luogo di nascita     | Stato                |
| --------------------------------------- | ------- | ------------------------------------- | ------ | -------------------- | -------------------- |
| Le Donatella (Giulia e Silvia Provvedi) | 21 anni | Cantanti                              | 1-50   | Modena               | Vincitrici           |
| Brice Martinet                          | 33 anni | Modello, attore                       | 1-50   | Chambray-lès-Tours   | Secondo classificato |
| Cecilia Rodríguez                       | 24 anni | Modella, personaggio TV               | 1-50   | Buenos Aires         | Terza classificata   |
| Valerio Scanu                           | 24 anni | Cantautore                            | 1-50   | La Maddalena         | Quarto classificato  |
| Rocco Siffredi                          | 50 anni | Attore pornografico                   | 1-50   | Ortona               | Quinto classificato  |
| Alex Belli                              | 32 anni | Attore, modello, personaggio TV       | 1-43   | Parma                | Eliminato            |
| Cristina Buccino                        | 29 anni | Showgirl                              | 8-43   | Castrovillari        | Eliminata            |
| Andrea Montovoli                        | 29 anni | Attore, disc jockey                   | 1-43   | Porretta Terme       | Eliminato            |
| Rachida Karrati                         | 50 anni | Personaggio TV                        | 1-36   | Marocco              | Eliminata            |
| Pierluigi Diaco                         | 37 anni | Conduttore TV, conduttore radiofonico | 1-29   | Roma                 | Eliminato            |
| Fanny Neguesha                          | 24 anni | Modella                               | 1-23   | Bruxelles            | Ritirata             |
| Melissa P.                              | 29 anni | Scrittrice                            | 1-22   | Catania              | Eliminata            |
| Charlotte Caniggia                      | 21 anni | Modella, showgirl                     | 1-15   | Buenos Aires         | Eliminata            |
| Margot Ovani                            | 24 anni | Modella                               | 8      | Pesaro               | Respinta             |
| Patrizio Oliva                          | 56 anni | Ex pugile                             | 1-8    | Napoli               | Eliminato            |
| Catherine Spaak                         | 69 anni | Attrice                               | 1      | Boulogne-Billancourt | Ritirata             |

## Tabella delle nomination e dello svolgimento del programma
Legenda
     Concorrente leader della settimana immune dalle nomination
     Nomination del leader con immunità
     Concorrente immune dalle nomination, non votante
     Concorrente direttamente al televoto, non votante
     Concorrente su Playa Desnuda
     Concorrente vincitore di una prova
     Concorrente perdente di una prova/Concorrente non salvato

|                                | Settimana 1                       | Settimana 1                       | Settimana 2                        | Settimana 3                         | Settimana 3                         | Settimana 4                         | Settimana 4                         | Settimana 5                         | Settimana 6                         | Settimana 6                         | Settimana 7                         | Settimana 7                         | Settimana 7                         | Ultima settimana                               | Ultima settimana                               | Ultima settimana                               | Numero totale di nomination |
| Giorno 1                       | Giorno 1                          | Giorno 8                          | Giorno 15                          | Giorno 15                           | Giorno 22                           | Giorno 22                           | Giorno 29                           | Giorno 36                           | Giorno 36                           | Giorno 43                           | Giorno 43                           | Giorno 43                           | Giorno 50                           | Giorno 50                                      | Giorno 50                                      |                                                | Numero totale di nomination |
| ------------------------------ | --------------------------------- | --------------------------------- | ---------------------------------- | ----------------------------------- | ----------------------------------- | ----------------------------------- | ----------------------------------- | ----------------------------------- | ----------------------------------- | ----------------------------------- | ----------------------------------- | ----------------------------------- | ----------------------------------- | ---------------------------------------------- | ---------------------------------------------- | ---------------------------------------------- | --------------------------- |
| Leader                         | Alex Fanny Pierluigi              | Alex Fanny Pierluigi              | Andrea                             | Rocco                               | Rocco                               | Le Donatella                        | Le Donatella                        | Alex                                | Alex                                | Alex Brice                          | Nessuno                             | Brice                               | Brice                               | Nessuno                                        | Nessuno                                        | Nessuno                                        | Numero totale di nomination |
|                                |                                   |                                   |                                    |                                     |                                     |                                     |                                     |                                     |                                     |                                     |                                     |                                     |                                     |                                                |                                                |                                                |                             |
| Le Donatella                   | Charlotte                         | Charlotte                         | Charlotte                          | Prova non superata                  | Cristina                            | Leader                              | Cristina                            | Cristina                            | Andrea                              | Cristina                            | Prova vinta                         | Salve                               | Valerio                             | Vincitrici (Settimana 7 - Giorno 50)           | Vincitrici (Settimana 7 - Giorno 50)           | Vincitrici (Settimana 7 - Giorno 50)           | 1                           |
| Brice                          | Non votante                       | Non votante                       | Non votante                        | Non votante                         | Non votante                         | Non votante                         | Non votante                         | Non votante                         | Non votante                         | Valerio                             | Prova non superata                  | Cristina Valerio                    | Valerio                             | Secondo classificato (Settimana 7 - Giorno 50) | Secondo classificato (Settimana 7 - Giorno 50) | Secondo classificato (Settimana 7 - Giorno 50) | 0                           |
| Cecilia                        | Non votante                       | Non votante                       | Non votante                        | Non votante                         | Non votante                         | Non votante                         | Non votante                         | Immune                              | Donatella                           | Alex                                | Prova vinta                         | Salva                               | Rocco                               | Terza classificata (Settimana 7 - Giorno 50)   | Terza classificata (Settimana 7 - Giorno 50)   | Terza classificata (Settimana 7 - Giorno 50)   | 0                           |
| Valerio                        | Patrizio                          | Patrizio                          | Alex                               | Prova non superata                  | Pierluigi                           | Prova vinta                         | Pierluigi                           | Andrea                              | Cecilia                             | Alex                                | Prova non superata                  | Nominato                            | Le Donatella                        | Quarto classificato (Settimana 7 - Giorno 50)  | Quarto classificato (Settimana 7 - Giorno 50)  | Quarto classificato (Settimana 7 - Giorno 50)  | 9                           |
| Rocco                          | Valerio                           | Valerio                           | Fanny                              | Prova non superata                  | Melissa P.                          | Prova non superata                  | Pierluigi                           | Andrea                              | Non votante                         | Non votante                         | Non votante                         | Non votante                         | Valerio                             | Quinto classificato (Settimana 7 - Giorno 50)  | Quinto classificato (Settimana 7 - Giorno 50)  | Quinto classificato (Settimana 7 - Giorno 50)  | 3                           |
| Alex                           | Patrizio                          | Patrizio                          | Charlotte                          | Prova vinta                         | Melissa P.                          | Prova non superata                  | Pierluigi                           | Rocco                               | Leader                              | Cristina                            | Non votante                         | Non votante                         | Eliminati (Settimana 6 - Giorno 43) | Eliminati (Settimana 6 - Giorno 43)            | Eliminati (Settimana 6 - Giorno 43)            | Eliminati (Settimana 6 - Giorno 43)            | 6                           |
| Cristina                       | Non in gara                       | Non in gara                       | Immune                             | Prova non superata                  | Pierluigi                           | Prova vinta                         | Pierluigi                           | Andrea                              | Prova vinta Valerio                 | Alex                                | Prova vinta                         | Nominata                            | Eliminati (Settimana 6 - Giorno 43) | Eliminati (Settimana 6 - Giorno 43)            | Eliminati (Settimana 6 - Giorno 43)            | Eliminati (Settimana 6 - Giorno 43)            | 9                           |
| Andrea                         | Patrizio                          | Patrizio                          | Charlotte                          | Prova vinta                         | Cristina                            | Prova vinta                         | Rocco                               | Cristina                            | Salvato                             | Alex                                | Prova non superata                  | Eliminato (Settimana 6 - Giorno 43) | Eliminato (Settimana 6 - Giorno 43) | Eliminato (Settimana 6 - Giorno 43)            | Eliminato (Settimana 6 - Giorno 43)            | Eliminato (Settimana 6 - Giorno 43)            | 4                           |
| Rachida                        | Valerio                           | Valerio                           | Melissa P.                         | Prova vinta                         | Melissa P.                          | Prova non superata                  | Pierluigi                           | Andrea                              | Non salvata                         | Eliminata (Settimana 5 - Giorno 36) | Eliminata (Settimana 5 - Giorno 36) | Eliminata (Settimana 5 - Giorno 36) | Eliminata (Settimana 5 - Giorno 36) | Eliminata (Settimana 5 - Giorno 36)            | Eliminata (Settimana 5 - Giorno 36)            | Eliminata (Settimana 5 - Giorno 36)            | 0                           |
| Pierluigi                      | Patrizio                          | Patrizio                          | Valerio                            | Prova vinta                         | Cristina                            | Prova vinta                         | Rocco                               | Cristina                            | Eliminato (Settimana 4 - Giorno 29) | Eliminato (Settimana 4 - Giorno 29) | Eliminato (Settimana 4 - Giorno 29) | Eliminato (Settimana 4 - Giorno 29) | Eliminato (Settimana 4 - Giorno 29) | Eliminato (Settimana 4 - Giorno 29)            | Eliminato (Settimana 4 - Giorno 29)            | Eliminato (Settimana 4 - Giorno 29)            | 7                           |
| Fanny                          | Patrizio                          | Patrizio                          | Valerio                            | Prova non superata                  | Nominata                            | Prova non superata                  | Nominata                            | Ritirata (Settimana 4 - Giorno 23)  | Ritirata (Settimana 4 - Giorno 23)  | Ritirata (Settimana 4 - Giorno 23)  | Ritirata (Settimana 4 - Giorno 23)  | Ritirata (Settimana 4 - Giorno 23)  | Ritirata (Settimana 4 - Giorno 23)  | Ritirata (Settimana 4 - Giorno 23)             | Ritirata (Settimana 4 - Giorno 23)             | Ritirata (Settimana 4 - Giorno 23)             | 1                           |
| Melissa P.                     | Valerio                           | Valerio                           | Valerio                            | Prova vinta                         | Cristina                            | Eliminata (Settimana 3 - Giorno 22) | Eliminata (Settimana 3 - Giorno 22) | Eliminata (Settimana 3 - Giorno 22) | Eliminata (Settimana 3 - Giorno 22) | Eliminata (Settimana 3 - Giorno 22) | Eliminata (Settimana 3 - Giorno 22) | Eliminata (Settimana 3 - Giorno 22) | Eliminata (Settimana 3 - Giorno 22) | Eliminata (Settimana 3 - Giorno 22)            | Eliminata (Settimana 3 - Giorno 22)            | Eliminata (Settimana 3 - Giorno 22)            | 3                           |
| Charlotte                      | Patrizio                          | Patrizio                          | Alex                               | Eliminata (Settimana 2 - Giorno 15) | Eliminata (Settimana 2 - Giorno 15) | Eliminata (Settimana 2 - Giorno 15) | Eliminata (Settimana 2 - Giorno 15) | Eliminata (Settimana 2 - Giorno 15) | Eliminata (Settimana 2 - Giorno 15) | Eliminata (Settimana 2 - Giorno 15) | Eliminata (Settimana 2 - Giorno 15) | Eliminata (Settimana 2 - Giorno 15) | Eliminata (Settimana 2 - Giorno 15) | Eliminata (Settimana 2 - Giorno 15)            | Eliminata (Settimana 2 - Giorno 15)            | Eliminata (Settimana 2 - Giorno 15)            | 3                           |
| Margot                         | Non in gara                       | Non in gara                       | Respinta (Settimana 1 - Giorno 8)  | Respinta (Settimana 1 - Giorno 8)   | Respinta (Settimana 1 - Giorno 8)   | Respinta (Settimana 1 - Giorno 8)   | Respinta (Settimana 1 - Giorno 8)   | Respinta (Settimana 1 - Giorno 8)   | Respinta (Settimana 1 - Giorno 8)   | Respinta (Settimana 1 - Giorno 8)   | Respinta (Settimana 1 - Giorno 8)   | Respinta (Settimana 1 - Giorno 8)   | Respinta (Settimana 1 - Giorno 8)   | Respinta (Settimana 1 - Giorno 8)              | Respinta (Settimana 1 - Giorno 8)              | Respinta (Settimana 1 - Giorno 8)              | 0                           |
| Patrizio                       | Valerio                           | Valerio                           | Eliminato (Settimana 1 - Giorno 8) | Eliminato (Settimana 1 - Giorno 8)  | Eliminato (Settimana 1 - Giorno 8)  | Eliminato (Settimana 1 - Giorno 8)  | Eliminato (Settimana 1 - Giorno 8)  | Eliminato (Settimana 1 - Giorno 8)  | Eliminato (Settimana 1 - Giorno 8)  | Eliminato (Settimana 1 - Giorno 8)  | Eliminato (Settimana 1 - Giorno 8)  | Eliminato (Settimana 1 - Giorno 8)  | Eliminato (Settimana 1 - Giorno 8)  | Eliminato (Settimana 1 - Giorno 8)             | Eliminato (Settimana 1 - Giorno 8)             | Eliminato (Settimana 1 - Giorno 8)             | 3                           |
| Catherine                      | Ritirata (Settimana 1 - Giorno 1) | Ritirata (Settimana 1 - Giorno 1) | Ritirata (Settimana 1 - Giorno 1)  | Ritirata (Settimana 1 - Giorno 1)   | Ritirata (Settimana 1 - Giorno 1)   | Ritirata (Settimana 1 - Giorno 1)   | Ritirata (Settimana 1 - Giorno 1)   | Ritirata (Settimana 1 - Giorno 1)   | Ritirata (Settimana 1 - Giorno 1)   | Ritirata (Settimana 1 - Giorno 1)   | Ritirata (Settimana 1 - Giorno 1)   | Ritirata (Settimana 1 - Giorno 1)   | Ritirata (Settimana 1 - Giorno 1)   | Ritirata (Settimana 1 - Giorno 1)              | Ritirata (Settimana 1 - Giorno 1)              | Ritirata (Settimana 1 - Giorno 1)              | 0                           |
|                                |                                   |                                   |                                    |                                     |                                     |                                     |                                     |                                     |                                     |                                     |                                     |                                     |                                     |                                                |                                                |                                                |                             |
| Nominato dal leader            | Patrizio                          | Patrizio                          | Charlotte                          | Melissa P.                          | Melissa P.                          | Cristina                            | Cristina                            | Rocco                               | Nessuno                             | Valerio                             | Nessuno                             | Nessuno                             | Rocco                               | Nessuno                                        | Nessuno                                        | Nessuno                                        |                             |
| Nominato dal gruppo            | Valerio                           | Valerio                           | Valerio                            | Cristina                            | Cristina                            | Pierluigi                           | Pierluigi                           | Andrea                              | Nessuno                             | Alex                                | Nessuno                             | Nessuno                             | Valerio                             | Nessuno                                        | Nessuno                                        | Nessuno                                        |                             |
| Nominato dopo una prova        | Nessuno                           | Nessuno                           | Nessuno                            | Fanny                               | Fanny                               | Fanny                               | Fanny                               | Nessuno                             | Nessuno                             | Nessuno                             | Andrea Brice                        | Valerio Cristina                    | Nessuno                             | Cecilia Brice                                  | Cecilia Brice                                  | Cecilia Brice                                  |                             |
| Salvati dal televoto           | Nessuno                           | Nessuno                           | Valerio 23% per eliminare          | Valerio11% per eliminare            | Valerio11% per eliminare            | Cristina Fanny                      | Cristina Fanny                      | Cristina 14% per eliminare          | Andrea 37% per eliminare            | Nessuno                             | Valerio 14% per eliminare           | Nessuno                             | Valerio 34,55 per eliminare         | Cecilia 38,96% per eliminare                   | Brice 36,80 per eliminare                      | Le Donatella 68,38% per vincere                |                             |
| Eliminato dal televoto         | Nessuno                           | Nessuno                           | Patrizio 77% per eliminare         | Charlotte 89% per eliminare         | Charlotte 89% per eliminare         | Melissa P. 62% per eliminare        | Melissa P. 62% per eliminare        | Pierluigi 86% per eliminare         | Rocco 63% per eliminare             | Nessuno                             | Alex 86% per eliminare              | Nessuno                             | Rocco 65,45% per eliminare          | Valerio 61,04% per eliminare                   | Cecilia 63,20% per eliminare                   | Brice 31,62% per vincere                       |                             |
| Salvati dopo una prova         | Nessuno                           | Nessuno                           | Nessuno                            | Nessuno                             | Nessuno                             | Nessuno                             | Nessuno                             | Nessuno                             | Nessuno                             | Nessuno                             | Brice 31% per eliminare             | Valerio 31% per eliminare           | Nessuno                             | Nessuno                                        | Nessuno                                        | Nessuno                                        |                             |
| Eliminato dopo una prova       | Nessuno                           | Nessuno                           | Nessuno                            | Nessuno                             | Nessuno                             | Nessuno                             | Nessuno                             | Nessuno                             | Rachida                             | Nessuno                             | Andrea 69% per eliminare            | Cristina 69% per eliminare          | Nessuno                             | Nessuno                                        | Nessuno                                        | Nessuno                                        |                             |
| Spareggio per entrare in gioco | Brice 66% per eliminare           | Cristina 66% per eliminare        | Nessuno spareggio                  | Nessuno spareggio                   | Nessuno spareggio                   | Nessuno spareggio                   | Nessuno spareggio                   | Nessuno spareggio                   | Nessuno spareggio                   | Nessuno spareggio                   | Nessuno spareggio                   | Rocco 69% per eliminare             | Nessuno                             | Nessuno                                        | Nessuno                                        | Nessuno                                        |                             |
| Spareggio per entrare in gioco | Patrizio 34% per eliminare        | Margot 34% per eliminare          | Nessuno spareggio                  | Nessuno spareggio                   | Nessuno spareggio                   | Nessuno spareggio                   | Nessuno spareggio                   | Nessuno spareggio                   | Nessuno spareggio                   | Nessuno spareggio                   | Nessuno spareggio                   | Alex 31% per eliminare              | Nessuno                             | Nessuno                                        | Nessuno                                        | Nessuno                                        |                             |
| Nuovi sbarchi                  | Nessuno                           | Nessuno                           | Cristina Buccino                   | Nessuno                             | Nessuno                             | Nessuno                             | Nessuno                             | Nessuno                             | Nessuno                             | Nessuno                             | Nessuno                             | Nessuno                             | Nessuno                             | Nessuno                                        | Nessuno                                        | Nessuno                                        |                             |
| Ritirati                       | Catherine                         | Catherine                         | Nessuno                            | Nessuno                             | Nessuno                             | Fanny                               | Fanny                               | Nessuno                             | Nessuno                             | Nessuno                             | Nessuno                             | Nessuno                             | Nessuno                             | Nessuno                                        | Nessuno                                        | Nessuno                                        |                             |

## Cronologia degli episodi
- Il 26 gennaio 2015 inizia il reality[11]. All'inizio della prima puntata però si scopre che, a causa di una tempesta tropicale[1], è impossibile andare avanti con la puntata, sicché, dopo una breve presentazione-intervista dei protagonisti (i quali si trovano in un hotel), degli opinionisti e dell'inviato (il quale, essendo giunto sull'Isola prima dei naufraghi, è temporaneamente bloccato)[11] si è deciso di terminare la puntata e di iniziare ufficialmente il reality il 2 febbraio, facendo slittare l'inizio di una settimana, e trasmettendo al posto del reality una replica del film Com'è bello far l'amore.
- Prima ancora di iniziare, la concorrente Catherine Spaak, comunica di voler abbandonare l'isola. Il 2 febbraio (prima "vera" puntata), la Spaak comunica ufficialmente di voler ritirarsi.
- Alla fine della quarta puntata, un'altra naufraga, Fanny Neguesha, comunica di voler abbandonare l'isola. Infatti, dopo 23 giorni, la naufraga si ritira ufficialmente
- Durante la quinta puntata Rachida, alla vista della figlia, sviene. Non si è trattato, tuttavia, di un problema grave: i medici, infatti, sono riusciti a rianimarla in pochi minuti.
- Il meccanismo del Bacio di Giuda (applicato nella quinta puntata, con Pierluigi Diaco e Cristina Buccino) ha suscitato parecchie critiche a causa di un fraintendimento: la maggior parte dei telespettatori e gli opinionisti hanno infatti malinteso il meccanismo del gioco, pensando che Cristina fosse già in nomination, quando invece aveva solamente un voto in più. Tale meccanismo è stato frainteso anche da alcuni concorrenti, che, avendo capito che lei era già in nomination, hanno evitato di nominarla. Alcuni telespettatori, adducendo una presunta scarsa chiarezza di Alessia Marcuzzi nello spiegare le regole, hanno chiesto di rifare le nomination (con il sospetto di un possibile pilotaggio del programma), ma ciò non è mai avvenuto.
- Durante la semifinale Rocco Siffredi comunica di volersi ritirare dalla carriera di attore pornografico.
- La semifinale del reality è finita in ritardo di 20 minuti. A causa di ciò, le nomination si sono svolte in maniera molto frettolosa e senza far spiegare le motivazioni di esse ai concorrenti, per evitare di perdere il collegamento con il satellite.

### Settimana 1
Alex Belli, Charlotte Caniggia, Pierluigi Diaco, Le Donatella (Giulia e Silvia Provvedi), Rachida Karrati, Andrea Montovoli, Fanny Neguesha, Patrizio Oliva, Melissa P. (Melissa Panarello), Rocco Siffredi, Valerio Scanu e Catherine Spaak sbarcano sull'isola Cayo Paloma. Quest'ultima annuncia di ritirarsi dal programma poiché scossa dalla tempesta accaduta la settimana precedente in Honduras. Brice Martinet e Cecilia Rodríguez sbarcano su un'altra isola chiamata Playa Desnuda.
I naufraghi giungono a gruppi di quattro e prima di entrare nella Palapa, luogo di ritrovo settimanale e delle nomination, devono superare delle prove. Il primo gruppo è composto da Alex Belli, Andrea Montovoli, Rocco Siffredi e Valerio Scanu: di questa prova risulta essere vincitore Alex Belli che quindi è immune. Il secondo gruppo è composto da Pierluigi Diaco, Melissa P. e Patrizio Oliva: nessuno riesce a superare la prova pertanto nessuno è immune. Il terzo gruppo è composto da Charlotte Caniggia, Rachida Karrati, Fanny Neguesha e Donatella: la vincitrice della prova è stata Fanny Neguesha, la quale è immune all'eliminazione insieme ad Alex Belli.
I due immuni Alex Belli e Fanny Neguesha scoprono di poter alloggiare in un'altra isola piena di agi e di comfort chiamata Playa Bonita, molto diversa dalle condizioni di Cayo Paloma. A loro volta devono scegliere un naufrago da portare con sé tra quelli che hanno perso la seconda prova, quindi scelgono Pierluigi Diaco. In nomination vanno Valerio Scanu nominato dal gruppo e Patrizio Oliva, quest'ultimo nominato da tutti e tre gli immuni su Playa Bonita.

### Settimana 2
Durante la settimana viene svolta la prova per decretare il leader. Dalla sfida ne esce uno spareggio tra Andrea Montovoli e Rachida Karrati che viene svolto durante la diretta. Lo spareggio è vinto da Andrea Montovoli che quindi è il nuovo leader, pertanto immune. Dopo una settimana Alex Belli, Fanny Neguesha e Pierluigi Diaco approdano per la prima volta, dopo la prima settimana passata su Playa Bonita, su Cayo Paloma.
Patrizio Oliva è con il 77% di votazione eliminato. Gli viene data un'ultima possibilità: andare su Playa Desnuda e quindi allo spareggio con l'Adamo di tale isola, ovvero Brice Martinet. Dalla votazione ne esce che Brice con il 66% di preferenza è lui a rimanere sull'isola e quindi Patrizio Oliva è definitivamente eliminato.
In nomination vanno Valerio Scanu nominato dal gruppo e Charlotte Caniggia nominato dal leader della settimana Andrea Montovoli.
Un altro concorrente sbarca sull'isola: una tra Cristina Buccino e Margot Ovani. Dalla votazione ne esce che Cristina Buccino è con il 66% di preferenza la nuova partecipante del programma. Quindi Margot Ovani non entra in gara.

### Settimana 3
Durante la settimana viene svolta la prova per scegliere il leader. Ne esce uno spareggio tra Rocco Siffredi, Andrea Montovoli e Alex Belli; i vincitori di questo spareggio, ovvero Rocco Siffredi e Alex Belli, si sfidano in un altro spareggio durante la diretta. Rocco Siffredi vince lo spareggio e pertanto è leader della settimana e immune.
Viene svolta una prova per decretare un nominato. Si creano due squadre: la prima con capitano Rocco Siffredi, la seconda con capitano Alex Belli. La prova viene vinta dalla squadra di Alex Belli. Un concorrente della squadra perdente di Rocco Siffredi deve andare in nomination. Rocco Siffredi essendo leader per primo sceglie di salvare Donatella, queste ultime salvano Valerio Scanu che a sua volta per finire deve salvare una tra Cristina Buccino e Fanny Neguesha. Decide di salvare Cristina Buccino e così Fanny Neguesha è la prima nominata.
Charlotte Caniggia è con l'89% di votazione eliminata. Rifiuta di andare allo spareggio su Playa Desnuda con l'Eva dell'isola, ovvero Cecilia Rodríguez, pertanto è definitivamente eliminata.
Gli altri due concorrenti che vanno in nomination sono Cristina Buccino nominata dal gruppo e Melissa P. nominata da Rocco Siffredi leader della settimana.

### Settimana 4
Donatella e Alex Belli sono finalisti della prova leader settimanale. Lo spareggio è vinto dalle Donatella che sono leader e immuni.
Tutti i naufraghi presenti su Cayo Paloma vengono trasferiti su un'altra isola chiamata Playa Uva. Su Cayo Paloma vengono trasferiti Brice Martinet e Cecilia Rodríguez che diventa la nuova Playa Desnuda.
Viene svolta una prova per decretare un nominato. Donatella, leader della settimana, scelgono due squadre: una squadra rossa composta da Alex Belli, Rocco Siffredi, Fanny Neguesha e Rachida Karrati; una squadra gialla composta da Andrea Montovoli, Pierluigi Diaco, Cristina Buccino e Valerio Scanu. La prova viene vinta dalla squadra gialla; un concorrente della squadra rossa perdente deve andare in nomination. Donatella, leader, per prima scelgono di salvare Rocco Siffredi, quest'ultimo salva Rachida Karrati che deve salvare Fanny Neguesha o Alex Belli. Decide di salvare Alex Belli quindi Fanny Neguesha è la prima nominata.
Melissa P. è con il 62% di votazione eliminata. Rifiuta di andare allo spareggio con l'Eva Cecilia Rodríguez pertanto è definitivamente eliminata.
Gli altri due concorrenti che vanno in nomination sono Pierluigi Diaco nominato dal gruppo e Cristina Buccino nominata dalle Donatella leader della settimana.

### Settimana 5
Fanny Neguesha annuncia di ritirarsi dal programma poiché sente la mancanza della nonna, pertanto la sua votazione è annullata. In nomination restano Pierluigi Diaco e Cristina Buccino.
Durante la settimana viene svolta la prova leader. Alex Belli ne risulta vincitore, quindi nuovo leader e immune.
L'Eva Cecilia Rodríguez viene trasferita su Playa Uva insieme a tutti gli altri naufraghi, con il potere dell'immunità.
Pierluigi Diaco è con l'86% di votazione eliminato. Rifiuta di avere la possibilità di rimanere su Playa Desnuda insieme a Brice Martinet pertanto è definitivamente eliminato. Prima di abbandonare l'isola tramite il Bacio di Giuda sceglie la sua nomination, ovvero Cristina Buccino.
In nomination vanno Andrea Montovoli nominato dal gruppo e Rocco Siffredi nominato da Alex Belli leader della settimana.

### Settimana 6
Viene svolta la prova leader settimanale. Anche questa volta Alex Belli è il vincitore, quindi immune.
A causa della mancanza di un'Eva e dopo aver deciso tramite una prova ricompensa chi tra Rachida Karrati, Cristina Buccino e le Donatella avrebbe sostituito la nuova arrivata Cecilia Rodríguez, le gemelle si trasferiscono su Playa Desnuda per tre giorni insieme a Brice Martinet.
Rocco Siffredi è con il 63% di votazione eliminato. Accetta di rimanere sulla Nuova Playa Desnuda e quindi rimane ancora in gioco. Sfiderà al televoto i naufraghi che saranno eliminati in semifinale.
È prevista una doppia eliminazione tramite una prova che non comprende Alex Belli perché leader. Cristina Buccino vince la prova e salva Valerio Scanu, quest'ultimo salva Cecilia Rodríguez che salva le Donatella che tra Andrea Montovoli e Rachida Karrati decidono di salvare Andrea Montovoli, quindi Rachida Karrati è eliminata; Rachida rifiuta di rimanere sulla Nuova playa Desnuda insieme a Rocco Siffredi e pertanto è definitivamente eliminata.
Dopo una settimana anche l'Adamo Brice Martinet viene trasferito su Playa Uva insieme al resto del gruppo, con l'immunità guadagnata dopo una prova vinta con il leader Alex Belli.
In nomination vanno Alex Belli nominato dal gruppo e Valerio Scanu nominato da Brice Martinet nuovo leader della settimana.

### Settimana 7
Alex Belli è con l'86% di votazione eliminato. Accetta di spogliarsi sulla Nuova playa Desnuda e di rimanere ancora in gioco.
Sono previste altre due eliminazioni. Viene svolta una prova per decretare il secondo eliminato. Si formano due squadre: una maschile composta da Valerio Scanu, Brice Martinet e Andrea Montovoli e una squadra femminile composta da le Donatella, Cristina Buccino e Cecilia Rodríguez. La prova viene vinta dalla squadra femminile che deve salvare un componente della squadra maschile perdente. Decidono di salvare Valerio Scanu quindi Andrea Montovoli e Brice Martinet vanno al televoto per decidere il secondo eliminato. Dalla votazione risulta che Andrea Montovoli è con il 69% di votazione il secondo eliminato. Rifiuta di spogliarsi sulla Nuova playa Desnuda pertanto è definitivamente eliminato.
Viene svolta un'altra prova per decretare il terzo eliminato. Fra Donatella, Cristina Buccino e Cecilia Rodríguez la manche viene vinta dalle Donatella. Fra Valerio Scanu e Brice Martinet la manche viene vinta da Brice Martinet. I vincitori delle due manche Donatella e Brice Martinet si sfidano in una terza manche finale: la prova viene vinta da Brice Martinet. Quest'ultimo deve mandare due concorrenti al televoto. Decide di mandare Valerio Scanu e Cristina Buccino. Dalla votazione risulta che Cristina Buccino è con 69% di votazione la terza eliminata. Rifiuta di spogliarsi sulla Nuova Playa Desnuda pertanto è definitivamente eliminata.
Si apre un televoto per decidere chi tra Rocco Siffredi e Alex Belli deve rimanere ancora in gioco. Dalla votazione risulta che Rocco Siffredi è con il 69% di votazione salvo.
Viene svolta la prova leader. È vinta da Brice Martinet che quindi è immune. In nomination vanno Valerio Scanu, nominato dal gruppo, e Rocco Siffredi, su decisione del leader, Brice Martinet, in quanto aveva ricevuto una nomination come le Donatella.

### Ultima settimana
Dopo tre settimane i naufraghi rimasti vengono trasferiti su Cayo Paloma.
Rocco Siffredi è con il 65,45% di votazione definitivamente eliminato e quinto classificato.
Viene svolta la prova immunità. Viene vinta da Brice Martinet che quindi ha la facoltà di rendere immune un altro finalista. Decide di salvare le Donatella, quindi Cecilia Rodríguez e Valerio Scanu vanno al televoto per decidere il quarto classificato. Dalla votazione risulta che Valerio Scanu è con il 61,04% di votazione definitivamente eliminato e quarto classificato.
Viene svolta un'altra prova. Viene vinta dalle Donatella che quindi sono prime finaliste. Al televoto vanno Brice Martinet e Cecilia Rodríguez per decidere il terzo classificato. Dalla votazione risulta che Cecilia Rodríguez è con il 63,20% di votazione terza classificata quindi Brice Martinet è secondo finalista.
Si apre un televoto per decidere tra le Donatella e Brice Martinet il vincitore. Dalla votazione risulta che con il 68,38% le Donatella sono vincitrici della decima edizione del programma.

## Ascolti
| Puntata    | Messa in onda    | Telespettatori | Share  |
| ---------- | ---------------- | -------------- | ------ |
| 1          | 26 gennaio 2015  | 6 275 000      | 20,66% |
| 1          | 2 febbraio 2015  | 5 534 000      | 26,87% |
| 2          | 9 febbraio 2015  | 4 423 000      | 20,72% |
| 3          | 16 febbraio 2015 | 4 968 000      | 23,02% |
| 4          | 23 febbraio 2015 | 5 184 000      | 24,84% |
| 5          | 2 marzo 2015     | 5 042 000      | 23,91% |
| 6          | 9 marzo 2015     | 5 211 000      | 24,42% |
| Semifinale | 16 marzo 2015    | 5 147 000      | 24,90% |
| Finale     | 23 marzo 2015    | 6 545 000      | 31,99% |
| Media      | Media            | 5 256 000      | 25,08% |